# Centro de Arte Dos de Mayo
El Centro de Arte Dos de Mayo (CA2M) es un museo español de arte del siglo XX y contemporáneo, con sede en Móstoles. 
Cuenta en sus fondos con unas 1500 obras pertenecientes a la colección de Arte Contemporáneo de la Comunidad de Madrid y unas 300 derivadas de la colección ARCO. Además de la organización de exposiciones, también lleva a cabo un amplio programa de actividades que intenta acercar el público a la institución, siendo este uno de los aspectos más representativos de dicho centro.
Se encuentra situado en el corazón de Móstoles, alejado del Triángulo del Arte de Madrid, que incluye  el Prado, el Thyssen-Bornemisza y el Museo Nacional Centro de Arte Reina Sofía. 
El edificio se levantó sobre una antigua construcción tradicional, La Casona, con una superficie total de 5.886 m², que incluye salas de exposiciones, salón de actos, bar, tienda, mediateca y terraza utilizada para actividades al aire libre (principalmente en los meses de verano). Además, derivado de su carácter expositivo, posee espacios administrativos, almacenes y salas de investigación.
El Centro fue inaugurado en 2008. Su primer director fue Ferran Barenblit, quien en septiembre de 2015 dejó el puesto para asumir la dirección del MACBA. Desde dicho año, hasta 2023, su director fue Manuel Segade, quien dejó el puesto para asumir la dirección del Museo Reina Sofía.

## Colecciones
Además de acoger la colección de Arte Contemporáneo de la Comunidad de Madrid, es la sede utilizada para albergar la colección ARCO, que hasta el 2013 era almacenada en el Centro Gallego de Arte Contemporáneo de Santiago de Compostela.
Dicha colección deriva de la creación en 1987 de la Fundación ARCO, que a lo largo de estos años ha logrado atesorar unas 300 obras realizadas por 224 artistas de renombre nacional e internacional. Tras ser acogida durante 18 años en Santiago de Compostela, se decidió trasladar finalmente a la sede del Centro de Arte Dos de Mayo, que presentaría públicamente parte de la colección en una exposición comisariada por Estrella de Diego inaugurada en octubre de 2014.

## Misión
El CA2M presta una gran atención a propuestas actuales, tratando de acercar al público el arte contemporáneo mediante exposiciones, actividades, propuestas educativas, publicaciones, redes sociales...
Dentro de este interés, prestan una atención especial a la interdisciplinariedad, mostrando no sólo trabajos abarcables en el ámbito de las artes visuales, si no también en el ámbito del cine, la música, el diseño o las artes escénicas.
Ejemplo de esa interdisciplinariedad, en marzo de 2015, se inauguró la exposición "PUNK. Sus rastros en el arte contemporáneo" tratando de estudiar la influencia que el movimiento Punk tuvo en el arte contemporáneo.

## Actividades del centro
Además de la realización de jornadas de debate, el centro se ha especializado en una amplia oferta de actividades en campos tan diversos como son el cine, talleres de creación, conciertos alternativos en su azotea o incluso un huerto.
No obstante, es su empeño por acercar el arte contemporáneo (y todo el debate que hay tras él) a un público joven el aspecto más representativo. Fruto de ello, además de la realización de un taller de creación audiovisual y actividades en los propios centros educativos, surgió el Equipo Sub-21 como una manera de que los propios jóvenes pudieran conocer a artistas, debatir o incluso organizar actividades para un público también joven.